# 丸井今井
丸井今井（まるいいまい、英称：Marui-Imai）は、北海道内に存在する日本の百貨店である。
明治期に北海道唯一の呉服店として始まり、最盛期には道内7店舗を展開し、北海道随一の百貨店グループに成長したが、経営不振から2009年に倒産し、現在は三越伊勢丹ホールディングスが2店舗を完全子会社2社に分けて運営している（札幌本店：株式会社札幌丸井三越、函館店：株式会社函館丸井今井）。
なお、首都圏を中心にファッションビル店舗を擁する丸井グループの丸井（OIOI）とは全く無関係である。

## 歴史・概要

### 創業から第2次世界大戦前まで
1872年4月に新潟県南蒲原郡三条町出身の今井藤七が、同郷の高井平吉と共同で札幌の創成橋の近くの創成川河畔にあった茅葺きの家屋の一角にむしろ敷きの屋台の様な店舗で小間物店今井商店を開業したのが始まりである。
低価格と誠実さ・勤勉さが評判となって開業前に仕入れた商品を2ヶ月で売り切るほど繁盛し、2年後の1874年には店舗を新築・移転して丸井今井呉服店を開店した。1879年からは正札販売を開始した。
当初は創業前まで今井が在住していた函館と頻繁に往復して商品を仕入れていたが、この形態では東京と函館の問屋を二重に経由して割高となるため、1891年に東京に仕入店を開設するなど、東京の問屋から直接仕入れに早くから切り替え、開拓途上の北海道にできるだけ豊富で低価格に物資を供給して移住者の生活安定に寄与しようとした。
こうした営業姿勢が評判を呼んでこの頃から尊敬と親しみを込めて「まるいさん」と敬称をつけて呼ばれるようになったといわれる。
1888年には今井洋装店を開業して、洋服などの販売に乗り出したほか、1890年に滝川支店を開設したのを皮切りに道内各地に支店展開を始め、1891年に小樽支店と室蘭支店を開設した。1892年4月25日には、函館丸井今井呉服店を開設した。また、1897年10月には旭川支店を開設し、道南から道北まで広がる店舗網を構築した。1898年1月には合名会社今井商店として法人化した。
1916年には、札幌大火からの復興の際に、札幌本店をレンガおよび石造3階建で新築し、百貨店として営業を開始した。
1919年2月16日には株式会社今井商店に改組して株式会社化した。1923年には函館支店、小樽支店、旭川支店も百貨店としての営業を開始したほか、支店の百貨店化を進めた。室蘭支店も昭和に入ってから百貨店化し、第二次世界大戦前から道内各地に店舗を展開する百貨店網を構築した。

### 第2次世界大戦後の増床や店舗網の再構築
1950年9月に、今井商店から、百貨店名と同一の株式会社丸井今井に商号変更をした。その後各店舗の増改築などを行って、1965年時点で札幌本店が15,491m2で道内最大の売場面積となっていたほか、旭川支店（4,411m2）、小樽支店（4,318m2）も各々の地区で最大の売場面積となるなど、積極的な営業戦略を採った。
1969年10月21日に函館支店を五稜郭地区の本町に、1978年4月に旭川支店を1条通8丁目に、1981年4月に室蘭支店を中島町1丁目に移転させるなど、繁華街の移動に合せて店舗のスクラップアンドビルドを行った。
1969年12月には札幌本店を増改築し、1975年9月には大通館を開業して大幅な増床をはかった。また、1968年9月には、業績が悪化していた地場資本の百貨店丸ヨ池内の事業を、新会社株式会社丸ヨ池内に引き継ぐ形で傘下に入れ、1973年には子会社丸井マルサを設立して札幌でファッションビル札幌マルサの運営に乗り出した。
1990年9月には小樽駅前に進出した大型ショッピングセンターに対抗するため、小樽支店を再開発ビル内に拡張移転させたほか、翌1991年には旧小樽支店跡にできた再開発ビル内にも小樽マルサを開業させるなど、既存の店舗網の強化と再構築に取組み、店舗網の維持拡大を図った。

### 今井金商株式会社について
1901年7月に丸井今井旭川呉服店内に旭川金物部、1903年6月に丸井今井札幌呉服店内に札幌金物部を設置した。1916年10月、札幌金物部を丸井今井札幌金物店、1922年11月に旭川金物部を丸井今井旭川金物店とした。
1949年9月、丸井今井札幌金物店、丸井今井旭川金物店を分離合弁し、株式会社今井金物店として発足。当時の社長は今井道雄で、資本金は200万円であった。
1960年8月には釧路支店を新設し、1961年9月には今井金商株式会社に社名変更する。1969年8月に苫小牧営業所を新設。1980年8月に資本金を1億円に増資する。1981年3月に本社屋を新築し、札幌支店を札幌本店とする。1983年2月に苫小牧営業所を支店に昇格。1987年3月に帯広営業所、1989年9月に白石営業所を新設。1990年4月に、今井春雄が社長に就任。1994年2月に帯広営業所を支店に昇格。1996年4月に今井國雄が社長に就任。1999年2月に白石商品部を移転し鋼材センターと改め、白石営業所を建材センターとする。2002年4月に西の里展示場を新設。2004年8月に釧路支店を幸町から新富士町へ新築移転。2011年4月に大西紳也が社長に就任。2013年3月に米里建材センターを新築し、白石建材センターから移設。2015年4月に河野真一が社長に就任。2017年1月に、旭川支店を永山から工業団地へ新築移転。

### 4代目社長今井春雄の経営多角化
1988年に4代目社長に今井春雄が就任すると、1989年にクレジット会社を傘下に収めて、「クレオファイナンス」として顧客向けクレジットカード事業を中心としたノンバンク事業にも乗り出した。これを皮切りに、外車輸入事業、美術館運営事業、スーパーマーケット事業、スポーツクラブ事業や、関連会社アイ・エム・アイを通じた米国不動産投資と矢継ぎ早に新規事業を展開して急速に多角化を進めた。
また、1992年10月に旭川店を増床、1994年5月に、春雄の資産管理会社だった千登世開発が取得した札幌市のビルにマルサ2を開業した。1993年に設立した丸井都市開発に店舗ビルを建設させて、1995年9月に苫小牧支店を開店、さらには1996年7月8日に業績不振に陥っていた釧路市の地場資本の百貨店丸三鶴屋の株式の大半を取得して買収、10月4日に釧路支店を開設するなど、バブル崩壊後の景気低迷が始まって以降も多店化を進めるなど、積極的な営業戦略を採り続けた。1989年1月期決算で北海道内小売業で初の売上高1000億円を突破し、1997年1月期決算で売上高1320億円にまで伸ばした。

### 今井春雄の解任と事業の再構築の始まり
1997年11月に当時のメインバンクだった北海道拓殖銀行が経営破綻すると、それまで春雄が推進してきた急激な経営多角化により債務が増大して、グループの有利子負債が約940億円に膨らみ、海外不動産投資の失敗で財務体質が悪化し、経営危機に陥った。後継のメインバンクを見つけるのが困難と考えられたため、同年12月16日の緊急役員会で春雄を社長から解任して、後任に創業家出身ではない専務取締役だった柴田哲治を社長に昇格させて路線転換を図った。
1998年12月に歳末商戦用の決済が集中して資金がショートしかけた際には、北海道銀行から30億円の新規融資を引き出して何とか乗り切り、同年10月には同行を含む道内3行によるなど金融機関の協調支援の方向性が固まった。1999年7月には、北海道拓殖銀行から債権約354億円を引継いでいた整理回収機構が「倒産すれば北海道経済に甚大な影響を与える」として、178億円の債権放棄に同意するなどして金融支援が実現した。
こうした金融支援に加え、1998年に丸ヨ池内との資本提携を解消し、1999年にはクレオファイナンスの個人向け優良債権をジャックス（函館）に売却して金融機関への債務弁済に充てた。2000年には小樽マルサを閉店、2001年2月16日に関連会社のマルイストアが核テナントになったショッピングセンター2店を含むマルイストア全3店（麻生、円山、真駒内）を札幌東急ストアに譲渡して、スーパーマーケット事業から撤退するなどといった事業再編も行われた。
その後も2004年3月にマルサ2を同業のパルコに売却、2005年2月18日までに丸井店舗開発が札幌地方裁判所に自己破産を申請して破産手続きが開始されるなど関連事業の再構築が進められた。また、本業の百貨店でも2004年8月30日に効率化のために釧路店大通館を閉鎖して釧路店の売場を1館体制へ集約を図ったり、人員削減を含むコストダウンを図るなど業績の改善策を講じた。
一方、2003年3月の大丸を核とするJRタワー開業に対抗すべく、旧長崎屋札幌店の建物に札幌本店南館を開設し、既存館の改装を行った。しかし、好立地で天井が高く真新しい店舗という優位性にはかなわず、札幌本店の売上高は2003年の約639億円をピークに毎年売上が減少していった。これに加え、同年4月1日にスタートした100億円規模の減損処理や、春雄が社長であった時代に発行した70億円の社債の償還が重なったため、2005年1月期決算で純損益が6億4300万円の赤字に転落した。2003年までに債務が約520億円まで圧縮されて、再建がいったん軌道に乗りかけたように思われたが、256億円の実質債務超過に陥り、2度目の経営危機が表面化することになった。

### 伊勢丹主導による2度目の再建
2度目の経営危機が浮上したため、売上高の約80%を占める札幌本店と、函館店と旭川店の基幹3店舗に経営資源を集中させる再建計画がまとめられた。従来から全日本デパートメントストアーズ開発機構への参加、一部商品の仕入れ・配送の共通化、人事交流などで友好関係にあった伊勢丹の傘下に入り、中核事業を新会社に引き継ぐこととした。2008年1月期までの3年間で100億円を投資して、高級ブランドショップ、食品、紳士などの売り場改装を行って、ファッション重視の都市型百貨店としての性格を強め、営業力を強化を狙った。一方、地方不採算店や大半のグループ企業などを旧会社に残して、将来清算することとし、金融機関にも支援を求めることとした。こうした再建計画が2005年4月までに内々にまとめ、同年6月末に柴田が伊勢丹との業務提携合意と共に正式に再建案を発表した。
この再建案に前社長の春雄が「再建案にノーと言おう」と丸井今井株主らに書簡を送付した。同年9月27日に開かれた臨時株主総会で3分の2以上の賛成を得て承認されたものの議決権総数の2割弱が反対し、反対した株主のうち約100人が同年10月7日までに商法に基づく株式の買い取り請求を行ったが、同年11月に札幌本店と函館店と旭川店の主要3店を新設会社「丸井今井」が継承した。
2006年1月31日に北海道マザーランド・キャピタルを主軸として北海道銀行と北洋銀行などの地元金融機関の支援を受けて35億円の第三者割当増資を行い、2010年に売上高を5年間で約10%伸ばして900億円台に乗せるなど、業績の改善を目指した2度目の再建がスタートした。
不採算部門を分割会社「北海道丸井今井」が引き受け、2005年10月23日に小樽店と苫小牧店、2006年8月20日に釧路店を閉店して、百貨店の店舗を4店体制に縮小した。閉店後の3店舗の個人得意客や企業向けの外商部門として小樽、苫小牧、釧路に営業所を開設してその事業の一部を引継いだ。
2005年7月21日までに千登世開発とアイ・エム・アイの2社が各々札幌地方裁判所に自己破産を申請して破産手続きの開始決定を受け、同年10月31日までにクレオファイナンス、2006年1月27日までに丸井クレオコーポレーションと丸井マルサ、丸井ディオスの3社、同年7月19日までに今井醸造、同年12月19日に丸三鶴屋が特別清算を申請するなど、不採算事業を手かげていた関連会社の解散手続きが進められた。丸井パークタワー内に開設していたスポーツクラブも、同年にティップネスに売却された。
2007年11月8日発表した2007年7月中間単独決算では、札幌本店が前年同期比2.0%減の約263.37億円、函館店が前年同期比3.4%減の約63.7億円、旭川店が前年同期比4.1%減の約45億円で、全社の売上高が前年同期比9.4%減の約394億円、経常利益が前年同期比62.6%減の約1.73億円で、純損益が約3.42億円の赤字に転落した。6カ月の変則決算の2008年7月期決算でも、売上高は対前年比93.6%の約368.82億円で約9.55億円の純損失となって、自己資本は5億円未満まで減少した。2009年1月には、長年維持してきた札幌での地域一番店の座を、大丸札幌店に明け渡して2位に転落するなど業績は回復しなかった。
更にリーマン・ショックの影響などで北海道内でも雇用環境が悪化するなか、2008年秋以降に急激な販売不振から資金繰りが悪化し、同年12月末には約5.52億円の債務超過に陥った。「このまま事態を放置すれば資金繰りがショートする。」として、2009年1月29日に札幌地方裁判所に民事再生法の適用を申請した。同日中に民事再生手続開始決定を受け、2度目の経営再建も失敗に終わった。

### 3度目の再建
三越伊勢丹ホールディングスは、法的整理に入った後も派遣している伊勢丹幹部を引き揚げず、「システムやカードの導入も進めており、手を引くということにはならない」とし、民事再生法適用申請と同時に丸井今井側からスポンサー就任要請を行った際にも「至急検討に入る」との回答していた。しかし、半月近く要請受諾を表明せずにいた中、2009年2月13日に高島屋が文書でスポンサー就任の意向を表明した。大手百貨店同士による争奪戦に発展し、4月15日までに両社が再建案を示して比較して決定することになった。
高島屋は4月2日に札幌市役所を訪問した際に、札幌本店の大通館と一条館を一体化する増改築を行う構想を伝えたとされているほか、店舗の存続を基本に再建策をまとめ、高島屋の出資で設立する新会社が事業譲渡を受けて、札幌本店に加え函館店と旭川店を存続させるとともに、室蘭店も引き継ぐなど全4店舗の再生を目指す案を提出した。全4店舗が存続して雇用確保につながる点が評価され、再建支援企業に選ばれる方向で最終調整に入ったと報じられたが、不動産や営業権の譲渡を受けて新会社を設立する際の資金提供額で、高島屋の110億円に対して三越伊勢丹ホールディングスが135億円と上回っていたため、主力銀行の北海道銀行など大口債権者の同意の取り付けなどの調整が難航した。4月30日に開かれた臨時取締役会で、事業譲渡額が高島屋を上回って債権者の理解も得られて再建が確実になるとして、三越伊勢丹ホールディングスを経営再建の支援企業に選定したと発表した。高島屋の提示額では一般債権に優先する退職金の支払いさえできず、民事再生法の手続きを進められないとの見解を代理人の弁護士が説明した。旧会社による札幌本店と函館店の営業を7月30日で終了し、札幌本店を「札幌丸井今井」に、函館店を「函館丸井今井」に翌日31日にそれぞれ譲渡し、8月1日から新会社による営業を開始した。
旭川店は2009年7月20日に、室蘭店は2010年1月20日に閉店した。また、旭川店の閉店と同日に、小樽、苫小牧、釧路の3営業所も廃止した。不採算部門を継承していた北海道丸井今井は、2010年12月15日に札幌地方裁判所へ特別清算を申請して破産処理に移行した。
なお、この新体制発足直後の2009年9月中間決算（2カ月の変則）で、2社合計の売上高が計画を約8%下回り、営業黒字こそ僅かながら確保したものの、登録免許税などの開業経費を賄えず経常損益と純損益が2社共に赤字となり、三越伊勢丹ホールディングスの社長が店舗体制の縮小の可能性に言及するほど厳しい再出発となった。
2011年4月1日、札幌丸井今井と札幌三越が合併し（存続会社は札幌丸井今井）、株式会社札幌丸井三越となった。

## 沿革
- 1872年（明治5年）4月 - 今井藤七が札幌で小間物店を創業[4]
- 1874年（明治7年） - 丸井今井呉服店と称し店舗を新設[4]
- 1879年（明治12年） - 正札販売を開始
- 1890年（明治23年） - 滝川支店を開設[8]
- 1891年（明治24年）
  - 10月[7]  - 小樽支店を色内に開設[9]
  - 11月 - 室蘭支店を開設[11]
  - 東京に仕入店を開設する[7]
- 1892年（明治25年）4月25日 - 函館支店を十字街近くの末広町に開設[4]
- 1897年（明治30年）[12]10月[7] - 旭川支店を開設[12]
- 1898年（明治31年）1月 - 合名会社今井商店として法人化[7]。京都市に仕入店を開設[7]
- 1916年（大正5年） - レンガおよび石造3階建の店舗を新築したのを機会に札幌本店を百貨店として営業を開始[6]
- 1919年（大正8年）2月16日 - 株式会社今井商店に改組[1]
- 1923年（大正12年） - 函館支店の百貨店営業を開始[14]。小樽支店を稲穂第一大通りに移転[9]して同時に百貨店営業を開始[15]。旭川支店の百貨店営業を開始[15]。
- 1924年（大正13年） - 札幌本店を失火により焼失[4]
- 1925年（大正14年）10月24日 - 今井藤七死去[4]
- 1926年（大正15年） - 総4階一部5階建ての札幌本店を新築[4]
- 1934年（昭和9年） - 函館大火により函館支店焼失[6]。
- 1944年（昭和19年） - 2代目・今井雄七死去、今井道雄が3代目社長就任
- 1950年（昭和25年）9月 - 株式会社丸井今井に商号変更[7]
- 1968年（昭和43年）9月 - 丸ヨ池内との資本提携[21]
- 1969年（昭和44年）10月21日 - 函館支店、現在の本町へ移転[17]
- 1973年（昭和48年） - 子会社丸井マルサを設立（ファッションビル札幌マルサを運営）[23]
- 1974年（昭和49年）9月29日 - 函館店を増床[17]
- 1975年（昭和50年）9月 - 札幌本店大通館を開業[7]
- 1978年（昭和53年）4月 - 旭川支店を1条通8丁目に移転[19]
- 1979年（昭和54年） - 北見市の「まるいいとう」と業務提携[70]
- 1981年（昭和56年）4月 - 室蘭支店を中島町1丁目に移転[11]
- 1985年（昭和60年）3月 - ロゴタイプを変更
  - CINDYの「GARDEN OF LOVE」（アルバム『LOVE LIFE』所収、1986年4月25日発売）は長期に亘りイメージソングとして使用された。
- 1988年（昭和63年） - 4代目社長に今井春雄就任[25]
- 1989年（平成元年） - クレオファイナンスを買収してノンバンク事業に進出[26]
- 1990年（平成2年） - 子会社丸井クレオコーポレーションを設立して外車輸入事業に進出[27]
- 1992年（平成4年）10月 - 旭川店を増床[7]
- 1994年（平成6年）
  - 5月 - 札幌市にマルサ2を開業[27]
  - 子会社丸井ディオスを設立して、小樽市でペテルブルグミュージアムの運営事業に進出[27]。子会社丸井店舗開発を設立[28]。
- 1995年（平成7年）9月 - 苫小牧支店を開設[32]
- 1996年（平成8年）
  - 7月8日 - 旧丸三鶴屋の経営権を取得[33]
  - 10月4日 - 釧路店を開設[34]
  - 各支店を「店」に呼称変更。
- 1997年（平成9年）12月16日 - 緊急役員会で今井春雄を社長から解任して柴田哲治が社長に就任[35]
- 1998年（平成10年） - 丸ヨ池内との資本提携を解消[16]
- 1999年（平成11年）
  - 7月 - 整理回収機構が178億円の債権放棄に合意[35]、北海道銀行を中心とする金融団が支援を決定。再建スタート
  - クレオファイナンスの個人向け優良債権をジャックスに売却[26]
- 2000年（平成12年） - 小樽マルサを閉店[24]
- 2001年（平成13年）2月16日 - 丸井店舗開発所有のショッピングセンター2店を含むマルイストア全3店（麻生、円山、真駒内）を札幌東急ストアに譲渡[37][36]
- 2002年（平成14年）11月 - 長崎屋札幌店跡に札幌本店南館を開設[35]
- 2004年（平成16年）
  - 3月 - マルサ2を同業のパルコに売却して撤退[27]
  - 8月30日 - 釧路店大通館を閉鎖[33]
- 2005年（平成17年）
  - 6月24日 - 再建計画を正式に決定。伊勢丹、北海道マザーランド・キャピタル株式会社の3社間で、経営支援の基本合意締結[35]。
  - 8月8日 - 丸井マルサより札幌マルサの営業を譲受
  - 7月21日 - 千登世開発とアイ・エム・アイの2社が札幌地方裁判所に自己破産を申請[30]
  - 10月23日 - 小樽・苫小牧両店を閉店[47]
  - 10月31日 - 株式会社丸井今井から「北海道丸井今井株式会社」と商号（社名）変更する。
  - 11月1日 - 北海道丸井今井株式会社の会社分割により、新会社「株式会社丸井今井」を設立し、主要3店舗（札幌、函館、旭川）と外商営業所の経営を移管[35]。
- 2006年（平成18年）
  - 1月31日 - 北海道企業再生ファンド、北海道銀行、北洋銀行を引受先とする35億円の第三者割当増資を実施[42]
  - 6月30日 - 伊勢丹を引受先とする5億円の第三者割当増資を実施[35]
  - 8月20日 - 釧路店を閉店[48]
  - 12月19日 - 丸三鶴屋が釧路地方裁判所に特別清算の適用を申請[51]
- 2007年（平成19年）
  - 2月 - 札幌本店の紳士フロアを伊勢丹のノウハウを導入して「マルイメンズ」とする[35]
  - 3月 - 旧マルサに札幌本店大通別館を開設[52]。オーロラタウンに「きたキッチン」を開設[35]
  - 10月 - 札幌本店地下食品売り場を改装してマルイフーズとする[71]
- 2009年（平成21年）
  - 1月 - 札幌本店が大丸札幌店に地域一番店の座を奪われて2位に転落[41]
  - 1月29日 - 札幌地方裁判所へ民事再生法の適用を申請して[53]民事再生手続開始決定を受ける[54][55]。
  - 4月30日 - 三越伊勢丹ホールディングスが、事業再生スポンサーに選任[61]。
  - 5月29日 - 三越伊勢丹ホールディングスが、子会社として、株式会社札幌丸井今井を資本金1円で設立[72]。
  - 6月29日 - 三越伊勢丹ホールディングスと事業譲渡契約。
  - 7月20日 - 旭川店[12]・旭川空港店閉店[73]。全外商営業所（小樽、苫小牧、釧路）営業終了[66]。
  - 7月30日 - 旧会社による札幌本店・函館店の営業を終了[62]。
  - 7月31日 - 札幌本店を株式会社札幌丸井今井に、函館店を株式会社函館丸井今井に事業譲渡[63]。株式会社札幌丸井今井は、資本金を10億円[63]。
  - 8月1日 - 新会社が札幌本店と函館店を運営する新体制で営業を開始[64]。
- 2010年（平成22年）
  - 1月20日 - 唯一、北海道丸井今井が運営を続けていた室蘭店を閉店[65]。
  - 3月 - 札幌丸井今井が資本金を1億円に減資。減資の理由は手許流動性を高めるためで、資本合計を減ずるものではないとされる。
  - 12月15日 - 北海道丸井今井が札幌地方裁判所へ特別清算を申請[67]。
- 2011年（平成23年）
  - 4月1日 - 札幌丸井今井が、株式会社札幌三越を吸収合併して、株式会社札幌丸井三越に商号変更[69]。
  - 7月15日 - 新千歳空港にきたキッチン2号店を開設[74]

## 店舗

### 札幌本店
1872年4月に創成橋の近くの創成川河畔に小間物店今井商店を開業したのが始まりである。1874年には店舗を新築・移転して丸井今井呉服店を開店した。
1916年には、札幌大火からの復興の際に、レンガおよび石造3階建の店舗を新築し、百貨店として営業を開始し、1906年に北海道内で最初の百貨店を営業開始していた五番館に続いた。
1924年に失火により店舗が全焼し、1926年に総4階一部5階建てで、北海道では初の客用エレベータを備えた店舗を新築して復興した。
1932年に京屋呉服店の跡地に三越札幌店が開店したことで、五番館と共に3つ巴の百貨店競争を繰り広げることとなる。屋上にあった観覧車や北海道新聞社が経営していた道新ニュース劇場でのディズニー短編アニメ映画上映などが子供の人気を集めるなどして、当地区を代表する百貨店となった。
別館新築を行った1965年には、売場面積15,491 m2で売上高83.6億円を上げて、五番館の47.9億円（売場面積9,864 m2）や三越札幌店の45.6億円（売場面積9,554 m2）を大きく上回って、北海道で最大の売上を上げる地域一番店となった。
1969年12月に増改築し、1975年9月には大通館を開業して2館体制へ移行した。
2002年11月に旧長崎屋札幌店の建物に南館を開設し、従来の店舗を改装を行った。2003年3月1日に別棟のサザビーハウスを改装して「まるいリビングハウス」を開業した。
2007年2月に、伊勢丹のノウハウを導入して紳士フロアを「マルイメンズ」とする、14年ぶりの全面改装を行った。同年3月には旧マルサの建物に大通別館を開設、同年10月に地下食品売り場を改装してマルイフーズとするなど、再建計画を進めている最中にもかかわらず立て続けに大型改装を行った。
2009年7月31日、新会社の札幌丸井今井に当店の事業が譲渡されて、8月1日から新体制で営業を開始した。2011年4月1日に、札幌丸井今井と札幌三越の両社が合併し（存続会社は札幌丸井今井）、株式会社札幌丸井三越となった。
当店の店内で機械が音を立てながら自動的に焼き上げている白あんまんじゅうのとうまんは、隠れた札幌名物の一つとして知られている。
2018年8月26日をもって南館から撤退（同建物に入居していたジュンク堂書店などは引き続き入居）。現在は大通館と一条館、西館の3館体制となっている。

### 函館店
1892年4月25日に、当時の函館の繁華街末広町の南部坂下の一角にあった、函館第一の呉服店「山丸二菊池呉服店」を買収し、今井藤七の末弟今井良七に任せて函館丸井今井呉服店を開業したのが始まりである。
1923年には、末広町に3階建で玄関に大理石柱がある店舗を建設して、百貨店として営業を開始た。1930年11月2日に5階建てに増築して開業した際には、客用と貨物用のエレベーターや催事場や屋上サンルーム、美容室、電機部、写真部なども導入した。
1925年に開業した金森森屋百貨店や、1931年に百貨店化した棒二荻野呉服店と、3つ巴の百貨店競争を繰り広げた。1931年正月の「善光寺展」では、18日間で20万人余の入場者を集めたほか、動く展覧会（電動模型展）、伯国（ブラジル）展覧会や洋画・日本画などの展覧会などを開催して、催事でも金森森屋百貨店と激しい競争を繰り広げた。
1934年に函館大火により函館支店が焼失した際にも、鉄筋コンクリート構造地下1階地上5階建で塔屋2階建として復興させるなど、早くから近代的な施設の整備を進めた。
1936年6月12日に、金森森屋百貨店と棒二萩野呉服店が合併して棒二森屋を設立した。相馬合名会社の支援を受けて、1937年10月1日に函館駅前の函館市高砂町（現・若松町）に5階建の新店舗を開業したことで、函館地区では2番手の地位に甘んじることとなった。
1969年10月21日に、東部地区の人口急増を背景に、副都心を標榜する五稜郭地区の本町に店舗を移転し、1974年9月29日に増床した。しかしながら、昭和30年代から昭和40年代に進んだ人口の郊外移動とモータリゼーションの影響で、中心市街地の商店街の地位は、旧亀田市赤川通地区などの郊外商業施設との競争に巻き込まれて、地盤沈下していった。造船不況による函館ドックの低迷や北洋漁業の衰退など地域経済が伸び悩むなど、外部環境も厳しさを増していった。
それまで全国主要100都市で本州大手スーパー7社がひとつも出店をしていなかった函館に、イトーヨーカ堂と長崎屋が赤川通地区への進出計画を発表した。地元経済が伸び悩む状況下での本州資本の進出に対して、地元商業者と共に進出反対運動を繰り広げたものの、イトーヨーカ堂進出に賛同する8万人もの消費者の署名が集まったり、「地区の今後の開発を見据えて核となる店舗が欲しい」と亀田商工会会長が発言するなど、地元も進出を歓迎する傾向になり、1980年8月に長崎屋、同年9月にイトーヨーカ堂が開店した。
2005年6月24日に発表された再建計画の中で、当店は基幹3店舗の一つとして新設会社の2代目丸井今井に引継がれ、有名ブランドを導入を含む改装や駐車場整備などの投資を行って、ファッション重視の都市型百貨店としての性格を強めた。
2009年の3度目の再建計画でも存続店となり、7月31日に新会社「函館丸井今井」に事業を譲渡し、8月1日に新体制で営業を開始した。
函館を中心とした道南地方の景気は道内でもとりわけ厳しいため、函館店の経営の先行きについて厳しい見方がされていた。その後は黒字転換して、2012年3月期で売上高が前期比2.3%減の約100.15億円と、減収は続いているものの、最終損益は約2.29億円と前期比14.5%増、売上高営業利益率も3.47%で、札幌丸井三越の0.91%を大きく上回るなど、厳しい環境下で健闘している。
旧店舗跡は函館市が1970年から2002年まで、末広町分庁舎として使用した後、外観保全および安全性確保のため、改装工事を実施。2007年4月より「函館市地域交流まちづくりセンター」として活用されている。

### きたキッチン

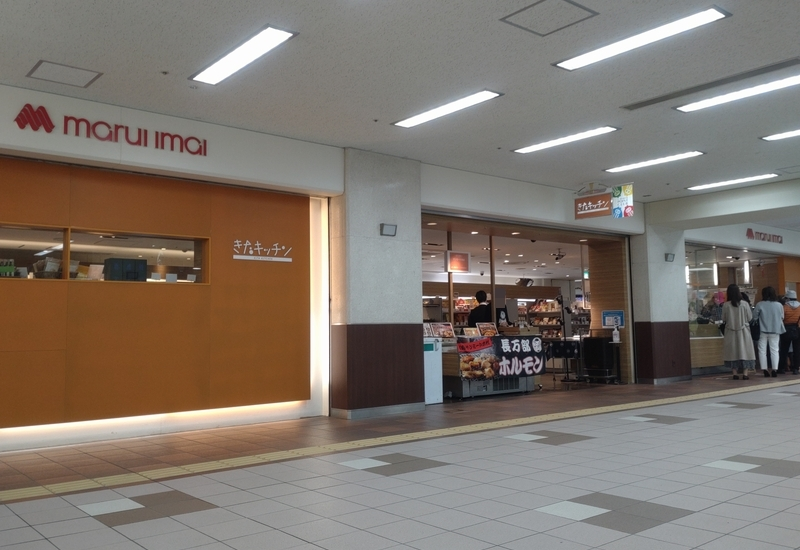
きたキッチン（さっぽろ地下街オーロラタウン）

「毎日食べたくなるような、食品を揃えた道産食品セレクトショップ」をコンセプトにした食のセレクトショップである。後述する「北海道どさんこプラザ」と業態が類似しているが、互いに仕入れ先が異なるため、どちらかの店でしか扱いのない商品も多い。運営は札幌丸井三越とその子会社である株式会社北海道百科との共同運営という形をとっている。
2007年に札幌本店の地下出入口向かいのさっぽろ地下街オーロラタウンに開業。当初ターゲットとしていた地元客に加え、観光客からも珍しい商品が手に入ると評判になり、2011年には新千歳空港にも出店している。さらに旭川店（イオンモール旭川駅前内）、新さっぽろ店（カテプリ内）、2023年にはモユク店 (モユクサッポロ内) を出店し5店体制となっている。これら5店相互間でも取扱商品が異なっている。

### 北海道どさんこプラザ
北海道庁より委託を受け運営している北海道産品のアンテナショップ。こちらも「きたキッチン」と同様に札幌丸井三越とその子会社である株式会社北海道百科との共同運営という形をとっている。「きたキッチン」とは異なりすべての店舗が道外に存在している。
有楽町店、さいたま新都心店、仙台店、池袋店、吉祥寺店、名古屋店、町田店、羽田空港店、海老名店、新宿店の10店舗が展開されている。
なお、札幌店、コープさっぽろ湯川店、コープさっぽろ倶知安店、あべのハルカス店、奈良店、その他海外店舗については丸井今井ではなく別の会社が運営している。

### エムアイプラザおよびサテライトショップ
丸井今井および三越の小型店舗。
- エムアイプラザイオン釧路昭和
- エムアイプラザ旭川
- エムアイプラザ苫小牧
- サテライト北見
- サテライト帯広

## 過去に存在した店舗

### 小樽店
1891年10月に小樽の色内丸井今井呉服店小樽支店として呉服店を開業したのが始まりである。
1923年に色内から稲穂第一大通り（現在の小樽サンモール一番街）に移転し、百貨店としての営業を開始した。
当店が移転する前の1917年には、河野呉服店が色内から店舗を移転していたほか、1918年に大国屋も進出していたため、稲穂第一大通りは、後に百貨店となる有力店3店が揃う小樽を代表する商店街としての地位を確立した。
1934年に大国屋が百貨店としての営業を開始し、1955年には河野呉服店もニューギンザ百貨店として百貨店としての営業を開始した。3店舗で激しい競争を繰り広げながら、小樽を代表する百貨店の一つとして営業していった。
1975年4月、小樽駅前に長崎屋を核店舗とするショッピングセンター・サンポートが開業。店舗面積は約2倍で（売場面積12,066m2）、開店1ヶ月で市内の人口の1.5倍となる30万人を集めて順調な売上を上げるなど、当店を含む既存の店舗は顧客を奪われていった。
1982年に再開発準備組合が結成され、1988年に小樽開発が設立された。ニューギンザ百貨店と旧北海ホテルの跡地を中心として再開発を行い、1990年9月に再開発ビルの中核店舗として、売場面積11,500m2の新店舗を開業させて増床を図った。
旧小樽店跡も小樽開発が第2期ビルを建設して、系列のファッションビル小樽マルサが1991年に開業し、周辺の花園銀座商店街や都通り商店街を含む中心市街地の商店街全体の歩行者通行量も著しく増え、新店舗を含む再開発は成功した。
この新店舗建設に伴って、その敷地となることになったニューギンザ百貨店が1988年に閉店し、新店舗成功のあおりを受けて1993年4月に大国屋が採算の悪化を理由に86年の歴史に終止符を打ち閉店したため、当店は小樽で唯一つ残った百貨店として営業することになった。
しかし、1999年3月11日に小樽築港駅の近くに約5,000台の無料駐車場を持ち、約7倍の売場面積98,000m2を誇るマイカル小樽がオープンするなど、郊外型のショッピングセンターの開設が相次いで、新店舗の成功は長続きせず、2005年10月23日に閉店して115年の歴史に終止符を打った。
閉店後個人得意客や企業向けの外商部門として営業所が設置されたが、2009年7月20日に廃止して撤退した。
店舗跡地は2005年11月から専門店街「おたるサンモール・ネオ」が1階と地下1階で営業していたが、2009年3月24日に閉店となり、同年2月15日に併設されていた小樽グランドホテルも営業終了して、3月3日に札幌地方裁判所小樽支部に自己破産を申し立てた。2010年4月12日に小樽開発が破産申請に追い込まれ、2回にわたって競売にかけられたものの、権利関係が複雑なことなども影響して不調に終わり、2012年1月6日に札幌地方裁判所が1回目の約10分の1の買い受け可能価額となる約6671万円で3回目の競売を行うと発表する状態に陥った。
最終的には2013年2月に札幌市に本社を置く調剤薬局大手メディカルシステムネットワークの不動産子会社である株式会社日本レーベンが取得し、2014年3月にビルの解体が終了した。2015年12月1日に高齢者向け住宅「ウィステリア小樽稲穂」が開業し、小樽掖済会病院が移転した。

### 室蘭店
1891年11月室蘭市中央町に丸井今井呉服店室蘭支店を開設したのが始まりで、昭和に入ってから百貨店となった。
室蘭唯一の百貨店として買い物客の肩と肩が触れ合うぐらいにぎわい、地元の基幹産業である鉄鋼大手企業などが「贈答関係は依存している」といわれるほどの法人客の厚みを持ち、1965年には売上高10.4億円を上げるなど「丸井さん」の愛称で市民に親しまれる存在となっていた。
1981年4月には中島町1丁目の新店舗へ移転し、近くにある長崎屋室蘭中島店とともに中島商店街の中核店舗の一つとなった。
2005年6月24日に発表された再建計画の中で、当店は不採算店などを引き継いだ旧会社「北海道丸井今井」に引き継がれたが、計画発表当時で鉄鋼大手企業など外商法人客600社強を抱えて、年間数十億円とされる法人売上を中心に黒字店であったため、5年後の2010年1月をめどに存廃を決めるとして、この時点での閉店を免れた。
しかし、2005年9月に当時の社長が「基本は5年後に閉鎖」と述べるなど原則閉店の方針が打ち出されていた上、その後も売上減少にも歯止めがかからず、従業員1人当たりの年間売上高が4,000万円台で、札幌本店の約7,000万円や函館店の約6,000万円よりも大幅に低く、2009年5月29日に閉店の方針が決まり、2010年1月20日に閉店して118年の歴史に終止符を打った。
閉店時には会社側として正式な式典を行わなかったが、OBによる同窓会組織の丸井今井店友会室蘭支部から玄関付近で店長に花束が贈られて、その返礼を兼ねて店長がOBや買い物客が残っていた前で挨拶を行ったほか、丸井今井店友会による万歳のコールなども行われて事実上の閉店セレモニーとなった。
室蘭市は旧店舗敷地と旧駐車場敷地の間にある市道を廃止して売却する方針を固め、店舗跡とともに家電量販店ヤマダ電機へ売却され、2011年9月9日にヤマダ電機テックランド室蘭店が開店した。また、中央町の旧店舗跡地は室蘭プリンスホテルになっている。

### 旭川店
1897年10月には丸井今井呉服店旭川支店として呉服店を開業したのが始まりで、1923年に百貨店としての営業を開始した。
1965年には売上高16.0億円を上げて、地場資本の丸勝松村百貨店の8.5億円を大きく上回って地域一番店となっていたが、1975年に西武百貨店旭川店の開業後は地域一番店の座を奪われて2番手となった。
1978年（昭和43年）11月10日に旧店舗の買物公園を挟んだ向かい側の今井金商跡地に移転させ、旭川駅から北に約1km続く平和通買物公園の中核店舗の一つとして営業したが、地域一番店の座を奪い返すことは出来なかった。
1992年（平成4年）10月に増床を行ったが、同年11月1日に旭川駅前から郊外の春光に店舗に移転した長崎屋旭川店が売上を伸ばす形となった。
2004年（平成16年）には、イオン旭川西ショッピングセンターが開業するなど、大型商業施設の郊外進出が相次ぎ、平和通買物公園の1日当たりの平均延べ歩行者通行量は2008年に約13万人と大きく減少した。2009年1月29日に札幌地方裁判所に民事再生手続開始決定を受けた際には、店舗全体の2009年1月期で年間売上高が約83.44億円で、従業員1人当たりの年間売上高が4,000万円と、札幌本店の約7,000万円や函館店の約6,000万円よりも大幅に低く、売り場面積1m2当たりの年間売上高が約40万円と、札幌本店の約110万円や函館店の約80万円を大幅に下回るなど収益性が低かったため「一般論からいっても存続は不可能」（大手百貨店幹部）とみられていたほど低迷していた。
2009年（平成21年）7月20日に閉店し、112年の歴史に完全に終止符を打つ形となった。当店の閉店と同日に付属の店舗だった旭川空港店も閉店した。
2010年（平成22年）12月に土地と建物は極東証券に売却され、2011年6月24日に「Feeeal旭川」として、ジュンク堂書店やドラッグストアセイジョーを含む女性向け衣料品店を中心とするテナント58店舗を集めて、地上9階地下1階のうち地下1階から地上5階までを先行して開業した。その後も丸善の文具店を含む約40店を追加で入居し、同年9月に6-7階に屋内遊戯場「もりもりパーク」やシニア大学といった旭川市の施設、8-9階にコールセンターが入居する複合施設として開業した。
また札幌丸井三越も、2015年（平成27年）3月27日に開業したイオンモール旭川駅前内に新業態の「MI PLAZA」を出店し、約6年のブランクを置いて旭川市に再進出している。

### 苫小牧店
1993年に設立した丸井都市開発が店舗ビルを建設し、1995年9月に開店。苫小牧駅ビルと連絡通路で結んで直結させた5階建の店舗と立体駐車場が駅東側に並ぶ構造となっていた。
開店当時の苫小牧駅周辺は、長崎屋やダイエー、イトーヨーカドー、サンプラザなどが集まる商業の集積地だった。2000年4月に競合していた地場資本の百貨店鶴丸が旧店舗を閉鎖し、その後継店舗も閉店した2002年10月31日以降は、市内唯一の百貨店として営業していたが、2005年10月23日に閉店してわずか10年ほどの歴史に終止符を打った。
閉店後個人得意客や企業向けの外商部門として営業所が設置されたが、2009年7月20日に廃止して撤退した。
店舗跡は、みずほ信託銀行不動産カストディ部の信託による合同会社ビックランドプロパティ1が取得して、札幌市の不動産会社ゼウスの管理・運営する「ゼウス・シティ」が2006年11月23日に開店したが、約150店を目指したテナントが開業当初でも63店に留まり、初年度に140万人以上の来客で売上75億円を目指した目標は達成できず、出店したテナントも業績不振で撤退が相次いで2008年3月に約20店まで減少し、4月末に開店からわずか1年5か月で閉店した。
その後、2011年12月に札幌市のジェイシーシーがデータセンターの開設計画を打ち出して売買契約を結んだが、着手金や残金を2012年2月になっても支払えなかったため、ビックランド側が契約を破棄し、同年3月30日付で苫小牧市内の道央佐藤病院グループの社会福祉法人ふれんどが底地と立体駐車場の所有権を取得した。
2014年11月1日に3階建てのテナント棟ふれんどビルが開業し、まちなか交流センターココトマが設けられ、観光案内所や道南バスの案内所、苫小牧市産業経済部の駅前分室と駅前証明取扱所が移転してきたほか、コンビニや飲食店などが入居した。同月10日には12階建ての高齢者複合施設が開業した。

### 釧路店

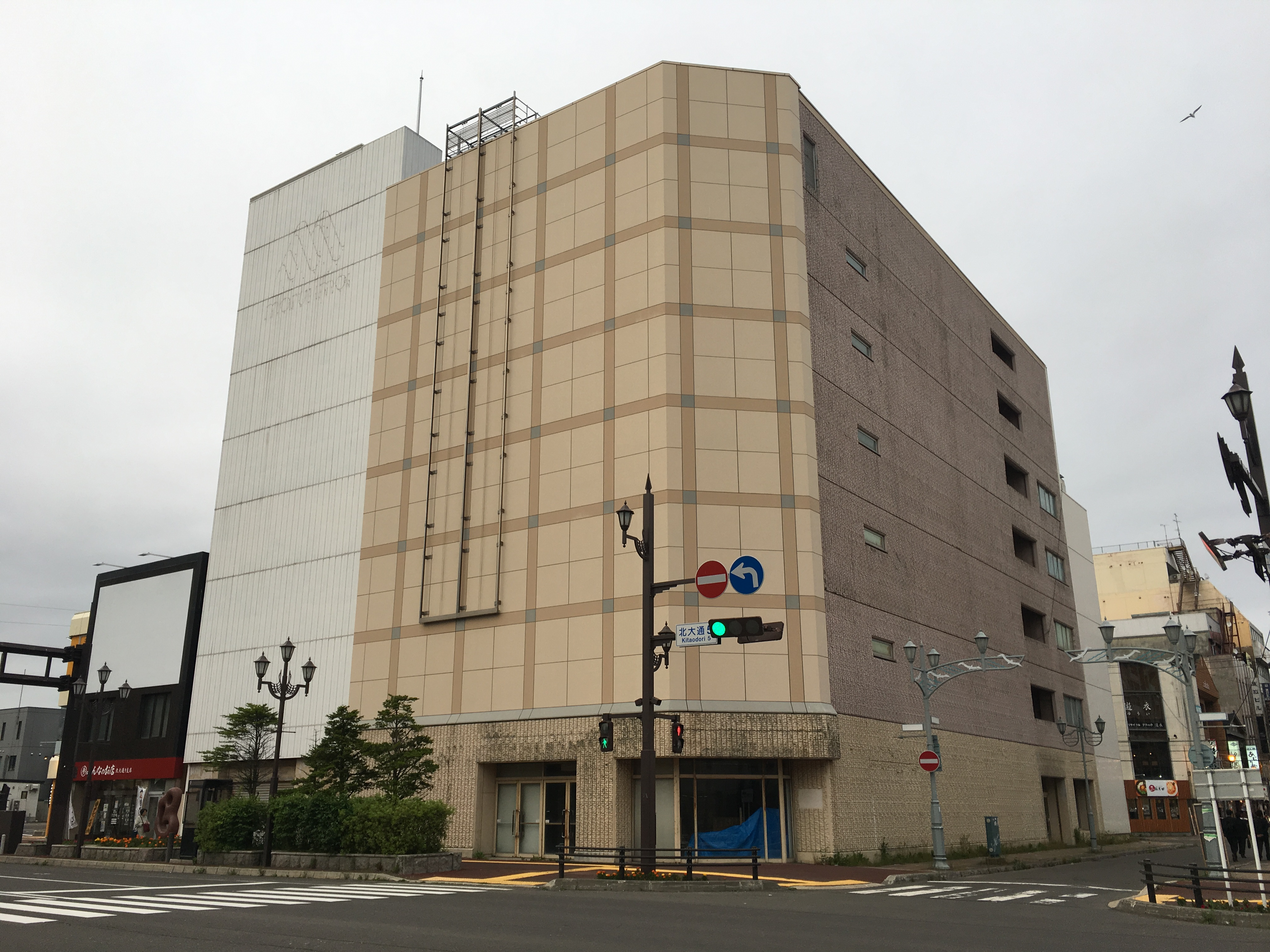
釧路店大通館跡（2019年7月）

1996年7月8日に、業績不振に陥っていた釧路市の地場資本の百貨店丸三鶴屋の株式の大半を取得して、10月4日に当社初の道東地区の百貨店として開店した。
開店当初はJR釧路駅から延びる北大通に面した大通館と新館の2館体制で営業して、地域の中核商業施設として年間売上83億円前後を上げていた。その後2000年9月23日に開業したイオン釧路昭和ショッピングセンターや同年11月30日に増床した釧路サティ（現在のイオン釧路店）など、郊外の大型店に顧客を奪われていった。中心市街地では2000年2月29日に地場資本の百貨店だった丸ト北村が閉店し、2001年4月8日にスガイビル内の映画館3スクリーンが閉館して映画館が消え、2002年2月11日に長崎屋釧路店が閉店するなど集客施設の閉鎖が相次いだ。2004年8月30日に効率化のために大通館を閉鎖して1館体制へ集約を図るなど経営の合理化に取り組んだり、釧路市が当店に隣接する立体駐車場を建設するなどの対策が採られた。
2005年5月に再建計画の一環として当店の閉店計画が浮上すると、釧路市が営業存続を条件に当店が面する市道パステルタウンのアーケード化を行う存続支援策を丸井今井本社に提示し、釧路市職員や地元企業の社員・その家族への丸井今井クレオカード加入呼び掛けも開始するなど、行政、地元企業ともに全面支援の方向性を打ち出した。釧路商工会議所も地元女性グループが立ち上げを準備している団体への支援協力を行うなど、オール釧路体制での存続支援が取り組まれたが、売上が50億円台に落ち込み、再建は実らず、2006年8月20日に閉店した。閉店後は釧路営業所を開設して外商営業活動は継続されたが、2009年7月20日に廃止して撤退した。
当店の閉店が盛り込まれた再建計画の発表後からは、閉鎖に伴う人通りの減少を見込んで早めに店舗の縮小や移転、店自体の廃業を行う動きが広がって、中心部の衰退は一段と深刻化した。当店閉店と同時期のくしろデパート閉店により、釧路市周辺に百貨店がなくなったため、帯広市の百貨店藤丸まで買い物に出かける釧路市民が増加し、2008年3月1日に藤丸が、釧路から店舗まで送迎する当時全国的にも珍しかった買い物ツアーバスという長距離の送迎バスを運行したところ、100人の予定を大幅に上回るほど申込みが殺到して急遽バスを10台に増やして350人を送迎するほどの人気を集め、その後も定期的に運行されるようになるなど、釧路から需要が流出する状況が生まれ、これに対する非難の声も多くなっている。
なお、店舗跡は2006年10月24日に札幌市の不動産会社ノースキャピタルに売却されて、札幌市のコンサルタント会社アラが管理・運営する複合型商業施設「kute（キュート）」として開業する計画が進められたが、老朽化や狭隘化などによって核テナントが決まらず、数度にわたって開店が先送りされ、2007年8月に北海道釧路支庁と釧路市がそれぞれ税の滞納で差し押さえた。
2008年2月に札幌市の建築コンサルティング会社リフレックスが取得して、「kute」の名称を使わない形でのショッピングモールを計画して2009年春の開業を目指したが、核テナントが決まらず、2009年2月13日にはリフレックスも不動産取得税数千万円を滞納して、北海道釧路支庁から土地と建物を差し押さえられた。リフレックスはその後音信不通になるなど、混乱が続いたため、閉店から一度も再開されずに放置されている。
大通館は、閉館した2004年に東京に本社を置く不動産会社サンセイランディックに売却されたが、老朽化や狭隘化などもあって核テナントが決まらないなどの諸事情から、翌年2005年1月に札幌の企業に転売された。
2021年現在も、釧路店の所有者として登記されたコンサルタント会社とは音信不通の状態で、建物は廃墟化が進み、周囲には外壁などが散乱している。
当店の土地・建物などを所有していた丸三鶴屋は、店舗跡地の売却が終了した直後の2006年12月19日に釧路地方裁判所へ特別清算の適用申請を行っている。

### 滝川支店
1890年に開設した今井呉服店の初の地方支店で、1900年に丸井今井滝川支店音楽隊を結成するなど営業活動以外にも展開していたが、1910年に山田呉服・金物店に譲渡して撤退した。
その後1934年に山田呉服・金物店の金物部が合名会社中川金物店となり、1957年に店舗全体を同店のオーナーの中川正が買収して店舗拡張を行い、1967年に株式会社中川かなものに改組されて使用していたが、2018年4月5日破産し、店舗は閉鎖されている。

### 三条店
明治の終わりごろに、創業者今井藤七が出身地の新潟県三条に今井家の離れ座敷として建設し、後に三条店として地場物産の仕入れ拠点や地元新潟県採用の社員育成の教育機関として使用されていた。
4代目社長今井春雄の時代の拡大路線の失敗を受けて、2000年春に売却するとの報道が流れたため、三条市内の有志らが集まって「保存市民の集い」を設立して募金活動を展開した。その募金の寄付を受けて三条市が当社より譲渡を受け、2002年4月に三条市の保存条例により、丸井今井邸保存会が市の委託を受けて管理運営する丸井今井邸として地域文化や教育活動に使われる市民のための公共文化施設となっている。
2006年6月22日に隣接する精肉店工場から出火、延焼し邸宅の一部が焼けたが、2007年初頭までに改修を終え、活用を再開している。
また、創業者出身地としての縁から2004年7月13日に発生した新潟・福島豪雨（7・13水害）では、丸井今井から三条市に対し義援金を寄付した。

## 呉服店時代の丸井今井出身者が独立し創業した百貨店
- 丸三鶴屋（後に丸井今井釧路店となったが廃業）
- 鶴丸 (百貨店)
- 丸丹おかむら
- まるいいとう

## その他
- クレジットカードはジャックスと提携していた「クレオクラブカード」を発行していた[80]（クレジットカードの他に現金専用の「クレオクラブ・Sカード」もあった）。三越伊勢丹ホールディングスの傘下となってからは、短期間であるがエムアイカードと提携した「クレオクラブ・アイカード」を発行し[69]、2010年10月より札幌三越共々「MICARD」に一本化された[69][広報 5]。
- サッカーでは北海道コンサドーレ札幌を応援しており、縦縞模様のユニフォームデザインをモチーフにしたクレオクラブカードを発行していた。また、プロ野球では、かつては読売ジャイアンツを応援していたが、現在は北海道日本ハムファイターズを応援している。
- 稚内市には店舗は存在しないが、営業所が置かれていた。これは同市に存在する西條と業務提携しているためであった。

#### 広報資料・プレスリリースなど一次資料
1. ↑  北海道どさんこプラザ
2. ↑  北海道どさんこプラザ
3. ↑  ウィステリア小樽稲穂　グランドオープン[リンク切れ]
4. ↑  小樽掖済会病院
5. ↑  新カード「MICARD（エムアイカード）」と「クレオクラブ・Sカード」終了のご案内